# PSR J0537−6910
PSR J0537-6910 är en pulsar som är 4 000 år gammal (exklusive ljusets transporttid till jorden). Den är belägen på ett avstånd av omkring 170 000 ljusår från solen i Stora magellanska molnet (LMC) i södra delen av stjärnbilden Svärdfisken. Den roterar med en frekvens av 62 hertz.
Ett team på LANL framhöll att det är möjligt att förutsäga stjärnbävningar i J0537-6910, vilket betyder att det kan vara möjligt att utarbeta ett sätt att förutsäga fel åtminstone i några exceptionella pulsarer. Samma team observerade magnetisk poldrift på denna pulsar genom observationsdata från Rossi X-ray Timing Explorer.